# مكتب فحص سلامة السكك الحديدية

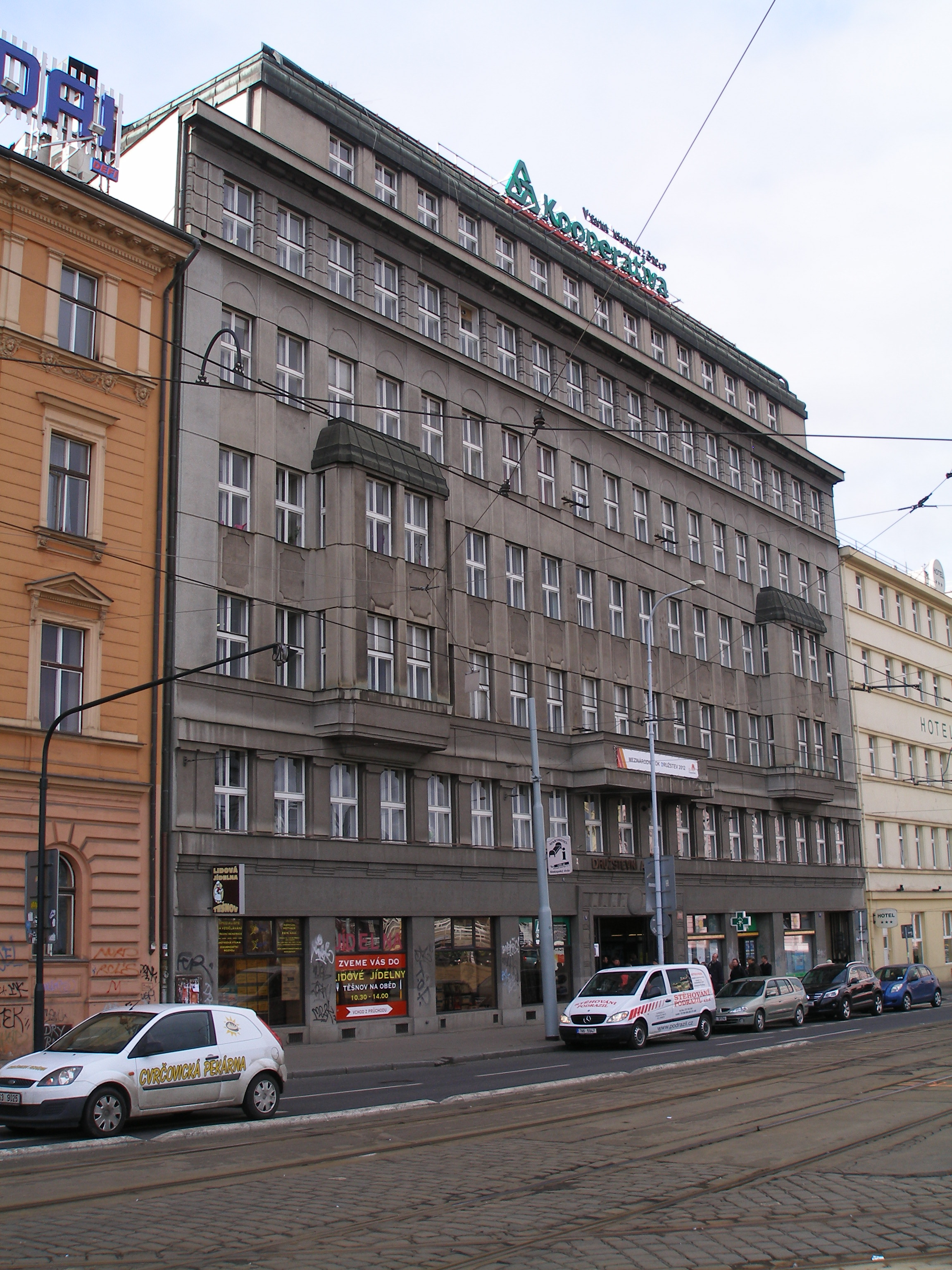
بيت الجمعية التعاونية، حيث يوجد المقر الرئيسي لمكتب فحص سلامة السكك الحديدية.

مكتب فحص سلامة السكك الحديدية (بالتشيكية: Drážní inspekce) هي وكالة تابعة لحكومة جمهورية التشيك. وهي تشرف على نظام السكك الحديدية التشيكية وتحقق في مشاكل وحوادث السكك الحديدية. يقع مقر الوكالة في الحي الأول في العاصمة براغ. الوكالة لديها 61 موظفًا في خمسة مكاتب، بما في ذلك تلك الموجودة في براغ وبرنو وتشيسكي بوديوفيتش وأوسترافا وبلزيتش.
يُعد المكتب وحدة تنظيمية في الدولة، يؤدي دور هيئة وطنية مستقلة للتحقيق المهني في أسباب وظروف الأحداث غير العادية في النقل بالسكك الحديدية. وفقًا للقانون فهو سلطة إدارية تابعة لوزارة النقل وليس له شخصية اعتبارية خاصة به. تأسس في 1 يناير 2003 على أساس أحكام المادة 53 أ من القانون رقم 266/1994، بشأن السكك الحديدية، بصيغته المعدلة بالقانون رقم 77/2002. يعتبر المكتب واحد من أولى مؤسسات هذا النوع في الاتحاد الأوروبي. في الوقت الحاضر وجود مثل هذه الهيئة الوطنية منصوص عليه في التوجيه الأوروبي 2004/49 بشأن سلامة السكك الحديدية، حيث التزمت جمهورية التشيك بإنشاء هيئة دائمة مستقلة عن المشغلين والسلطات التنظيمية في اتفاقيات الانضمام إلى الاتحاد الأوروبي.

## التاريخ
بموجب القانون رقم 77/2002 تم إنشاء الوكالة في يناير 2003.

## الهيكل التنظيمي
الوثيقة التنظيمية الأساسية هي النظام الأساسي لهيئة التفتيش على السكك الحديدية الذي أقره وزير النقل والاتصالات في 4 يوليو 2002 بموجب رقم 73 / 2002-130-ORG / 7. في الأعوام 2003 و2006 و2007 تم تعديله بتعديل واحد وإضافتين من قبل وزير النقل. الوثيقة التنظيمية هي القواعد التنظيمية الصادرة عن المفتش العام. تحدد القواعد التنظيمية الهيكل التنظيمي لهيئة التفتيش على السكك الحديدية.
تنقسم إدارة التفتيش على السكك الحديدية إلى مفتشية مركزية وإدارات تفتيش إقليمية فردية. يتم تحديد مقاعد إدارات التفتيش الإقليمية على أساس قرار من المفتش العام لهيئة التفتيش على السكك الحديدية. وفقًا للقواعد التنظيمية التي سارية اعتبارًا من 1 يوليو 2017 تضم هيئة التفتيش على السكك الحديدية 39 موظفًا. يعمل ما مجموعه 14 موظفًا في المفتشية المركزية و25 في مفتشيات إقليمية. تخضع جميع الوظائف في هيئة التفتيش على السكك الحديدية لقانون الخدمة المدنية.
توفر إدارة التفتيش المركزية بشكل أساسي الخدمات الاقتصادية والقانونية وشؤون الموظفين والاتصالات لمفتشية السكك الحديدية وتقدم الدعم للمفتش العام. توحد المفتشية المركزية بشكل منهجي وتقيم إحصائيًا أنشطة هيئة التفتيش على السكك الحديدية في مجال الأحداث غير العادية، وتضمن التعاون الدولي والتدريب المهني وتدير مكتب الإبلاغ المركزي. يقع مقر المفتشية المركزية لمفتشية السكك الحديدية في منطقة تيسنوف في براغ، في مبنى كان يقف في يوم من الأيام مقابل محطة سكة حديد تيسنوف. يقع مبنى براغ التابع للمفتشية الإقليمية لبوهيميا في نفس المبنى.
تقوم إدارات التفتيش الإقليمية بترتيب الرحلات إلى مكان الطوارئ في النقل بالسكك الحديدية، والتحقيق في أسباب وظروف الطوارئ في النقل بالسكك الحديدية وتقديم اقتراحات إلى السلطات الإدارية للسكك الحديدية. اعتبارًا من 1 يوليو 2017 كان لدى مفتشية السكك الحديدية ثلاث إدارات تفتيش إقليمية تعمل في خمس مدن: المفتشية الإقليمية في برنو وأوسترافا (مكاتب في تشيسكي بوديوفيتش وبلسن وبراغ).

## المفتش العام
يرأس مفتش السكك الحديدية المفتش العام الذي يدير أنشطة التفتيش. في الوقت الحاضر يتولى المونسنيور منصب المفتش العام لهيئة التفتيش على السكك الحديدية جان كوتشيرا. يخضع اختيار المفتش العام وتعيينه وعزله لقانون الخدمة المدنية. المفتش العام يعين ويعزل من قبل الحكومة.